# Schwartauer See

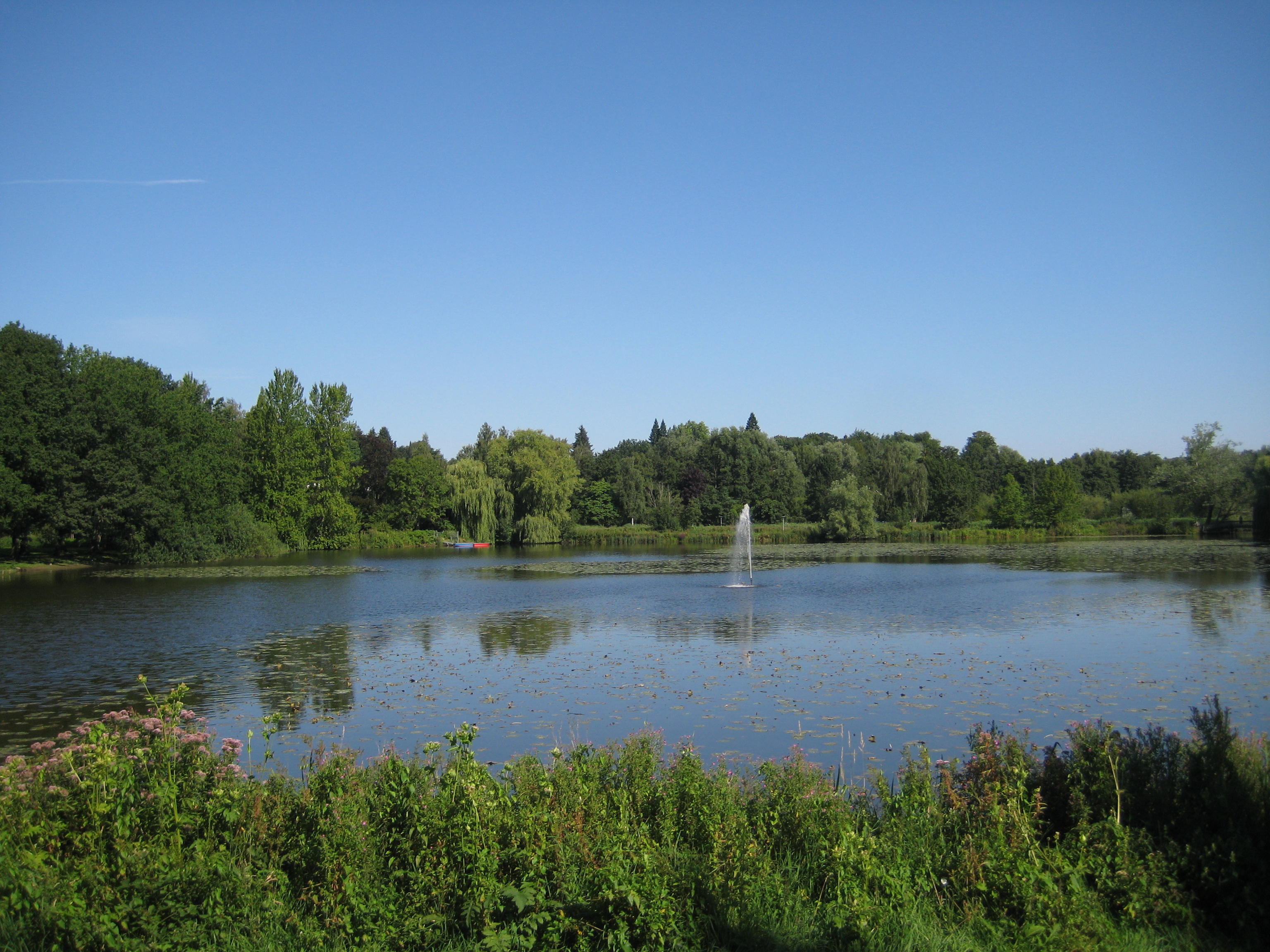
Der Schwartauer See im Kurpark von Bad Schwartau mit Fontaine

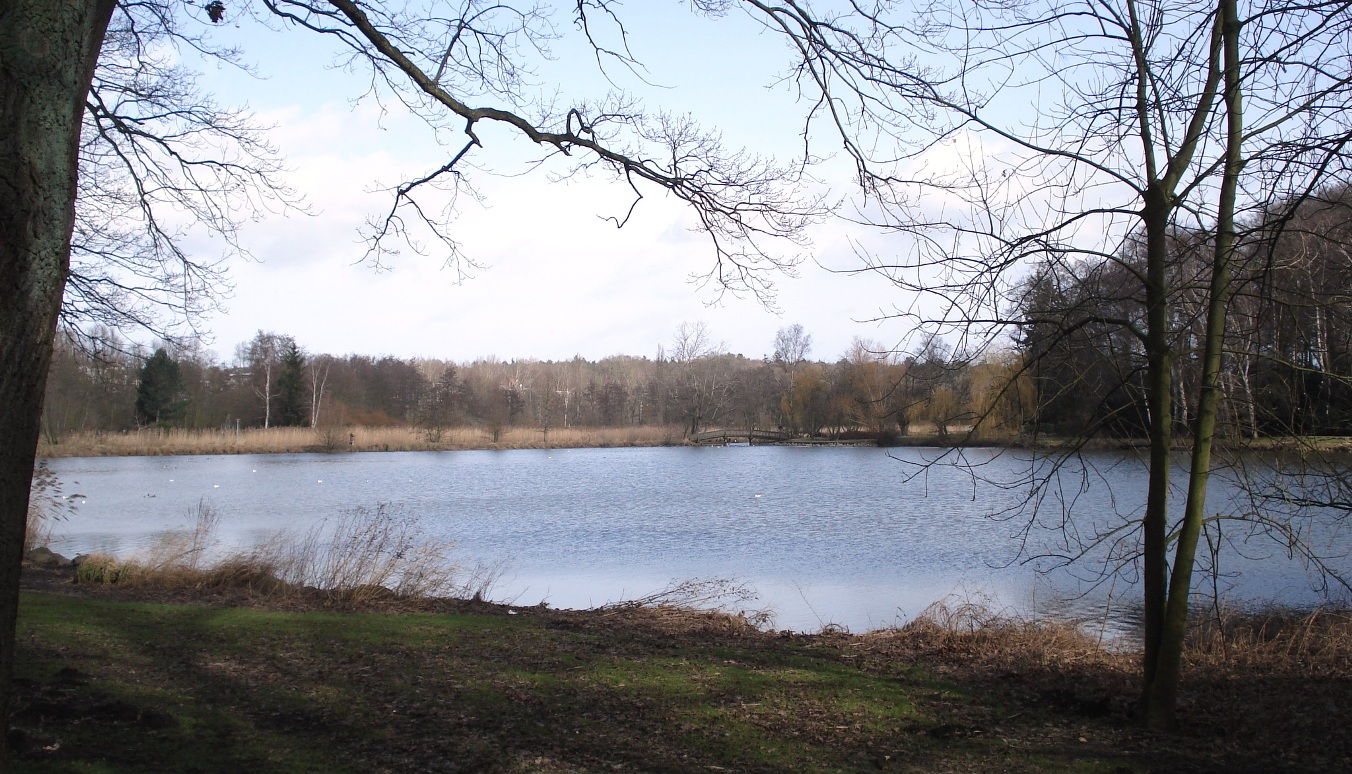
Der Schwartauer See in BadSchwartau (aus Südwesten)

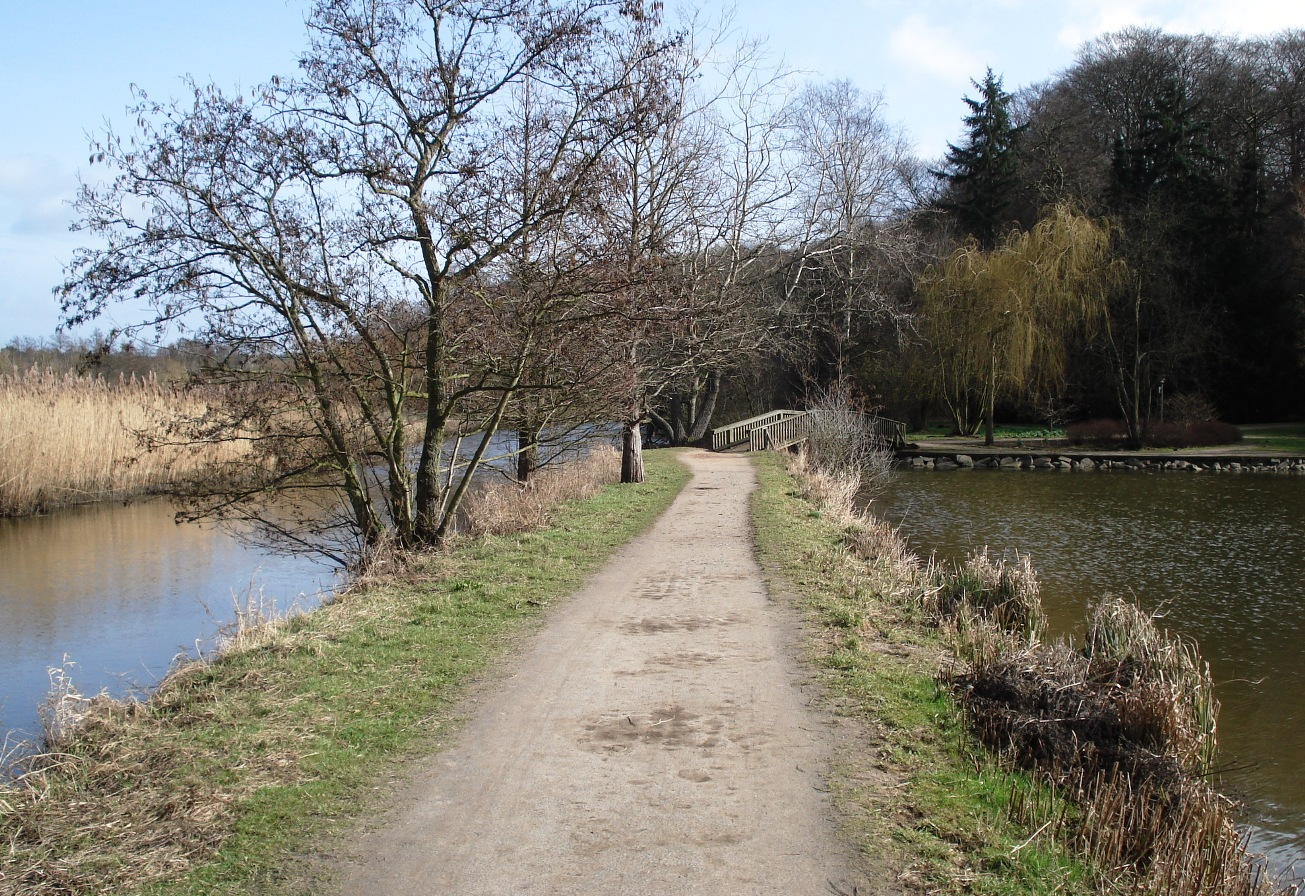
Damm zwischen der Schwartau (links) und dem Schwartauer See (rechts) – im Hintergrund die Brücke über die Verbindung (aus Westen)

Der Schwartauer See (auch: Kurparksee) ist ein künstlich angelegtes Gewässer im Kurpark von Bad Schwartau in Schleswig-Holstein.
Der Teich hat eine von Nord nach Süd verlaufende rechteckige Form mit einer halbrunden Bucht am südlichen Ende. Im Norden trennt ihn ein Damm weitgehend von dem Lauf der Schwartau ab, bis auf eine (überbrückte) Verbindung im Nordosten des Sees.
Der See ist etwa 180 Meter breit, 250 Meter lang und sehr flach, weshalb er von Verlandung bedroht ist. Er ist seit dem 21. Mai 1999 ein Teil des „Naturerlebnisraumes Schwartautal“.
Im Osten und Süden wird der See von dem Höhenzug „Mönchskamp“ umschlossen.

## Entstehung
Nachdem Bad Schwartau 1913 Bad geworden war, bestand der Bedarf an einem angemessenen Kurpark, wenn möglich mit einem entsprechenden See. Dazu gab es Pläne (u. a. von Harry Maasz), die etwa 17 ha große Fläche der von der Schwartau durchflossenen Schwartauwiesen östlich des Riesebuschs in einen See zu verwandeln.
- 1927 begannen die Planungen zur Begradigung des Laufes der Schwartau- die im Bereich der Mündung in die Trave umgesetzt wurden.
- Am 28. Dezember 1933 regte der Magistrat der Stadt der Bad Schwartau beim oldenburgischen Innenministerium die Anlage eines Sees als Arbeitsmarktpolitische Maßnahme im Rahmen des freiwilligen Arbeitsdienstes an.
- Ab 1934 wurde ein Vorschlag des Regierungspräsidiums in Eutin umgesetzt. Im Rahmen der Begradigung des Unterlaufes der Schwartau wurden etwa 300.000 Kubikmeter Torf- und Moorboden, die für den Bau eines Flugplatzes verwendet wurden, ausgehoben und so bis 1936 der Schwartauer See angelegt. Die Bauarbeiten wurden durch Baufirmen unter Einsatz von 230 Mann des freiwilligen Arbeitsdienstes (der – als Vorläufer des Reichsarbeitsdienstes – im Arbeitsdienstlager 5/70 im Riesebusch beheimatet war) vorgenommen.